# Pompe à feu de Chaillot

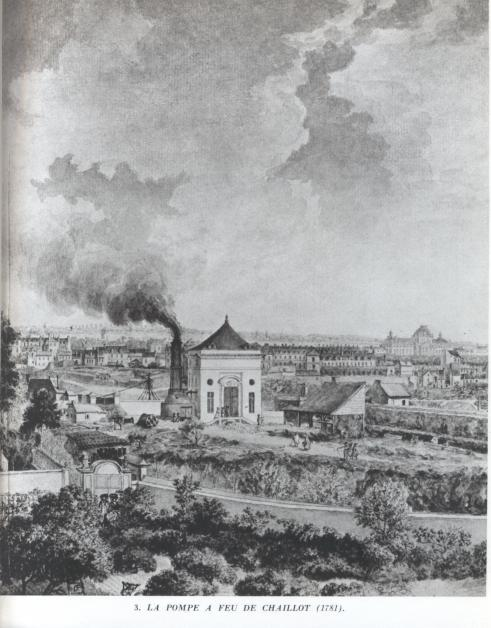
Pompe à feu de Chaillot en 1781.

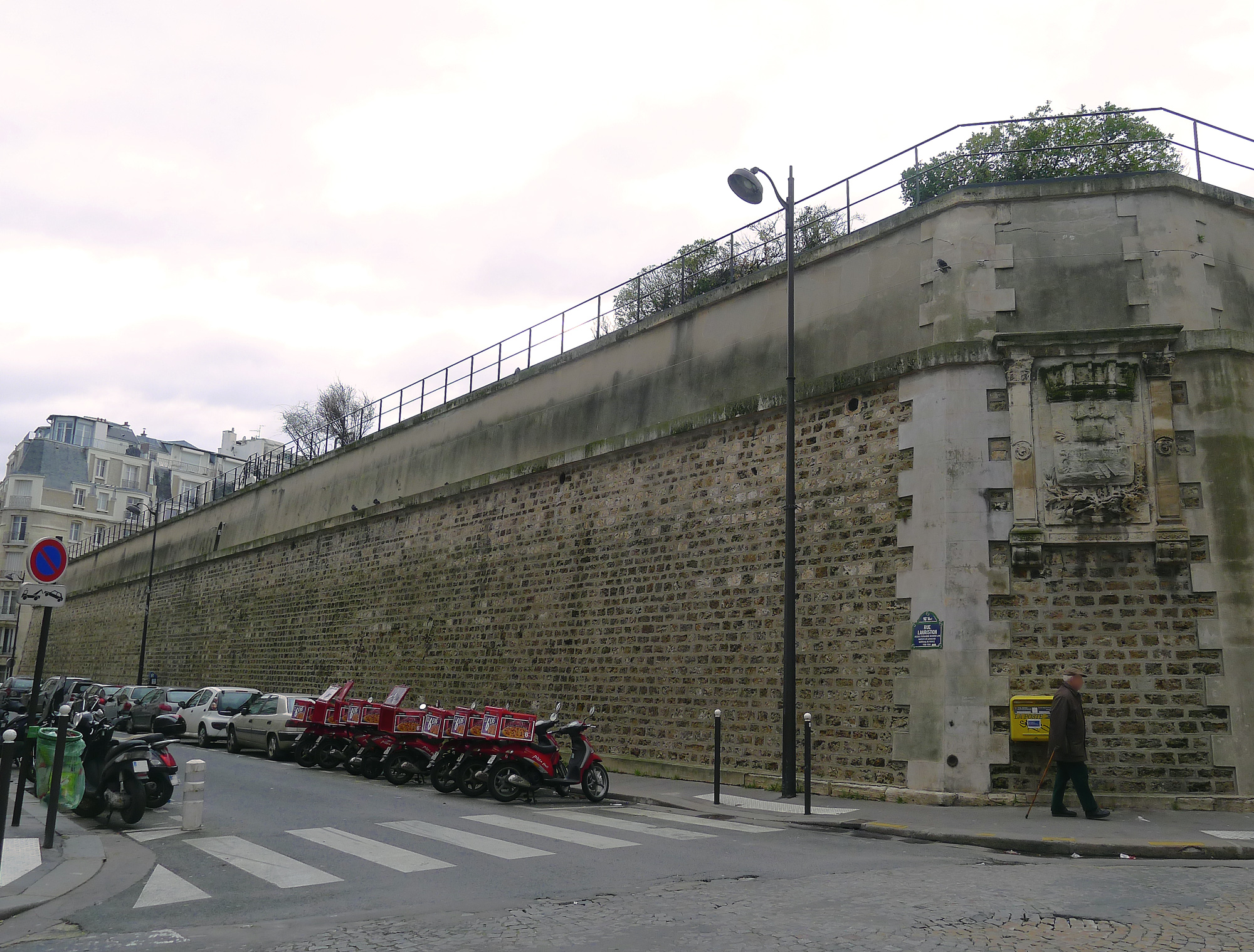
Réservoirs de Passy, alimentés à l'origine par la pompe à feu de Chaillot.

La pompe de Chaillot, pompe à feu de Chaillot  ou pompe à feu des frères Périer était, du de 1781 à 1902,, une pompe à feu — pompe à vapeur alimentée au charbon — située à Paris.

## Situation
Construite au pied du village de Chaillot, sur le quai de Chaillot, actuelle avenue de New-York, au niveau de l'actuelle rue des Frères-Périer près de la place de l'Alma, elle pompait l'eau de la Seine et la refoulait 500 mètres plus loin, en hauteur, dans des réservoirs installés à l'emplacement de l'actuelle place des États-Unis.
Ces réservoirs sont déplacés plus en hauteur sur la colline de Chaillot sous le Second Empire, à la suite de travaux menés par Eugène Belgrand de 1858 à 1866 entre les actuelles rues Lauriston, Copernic et Paul-Valéry, permettant d'alimenter les quartiers du nord-ouest de la capitale et au-delà jusqu'à la Bastille par une conduite sous le faubourg Saint-Honoré.

## Historique

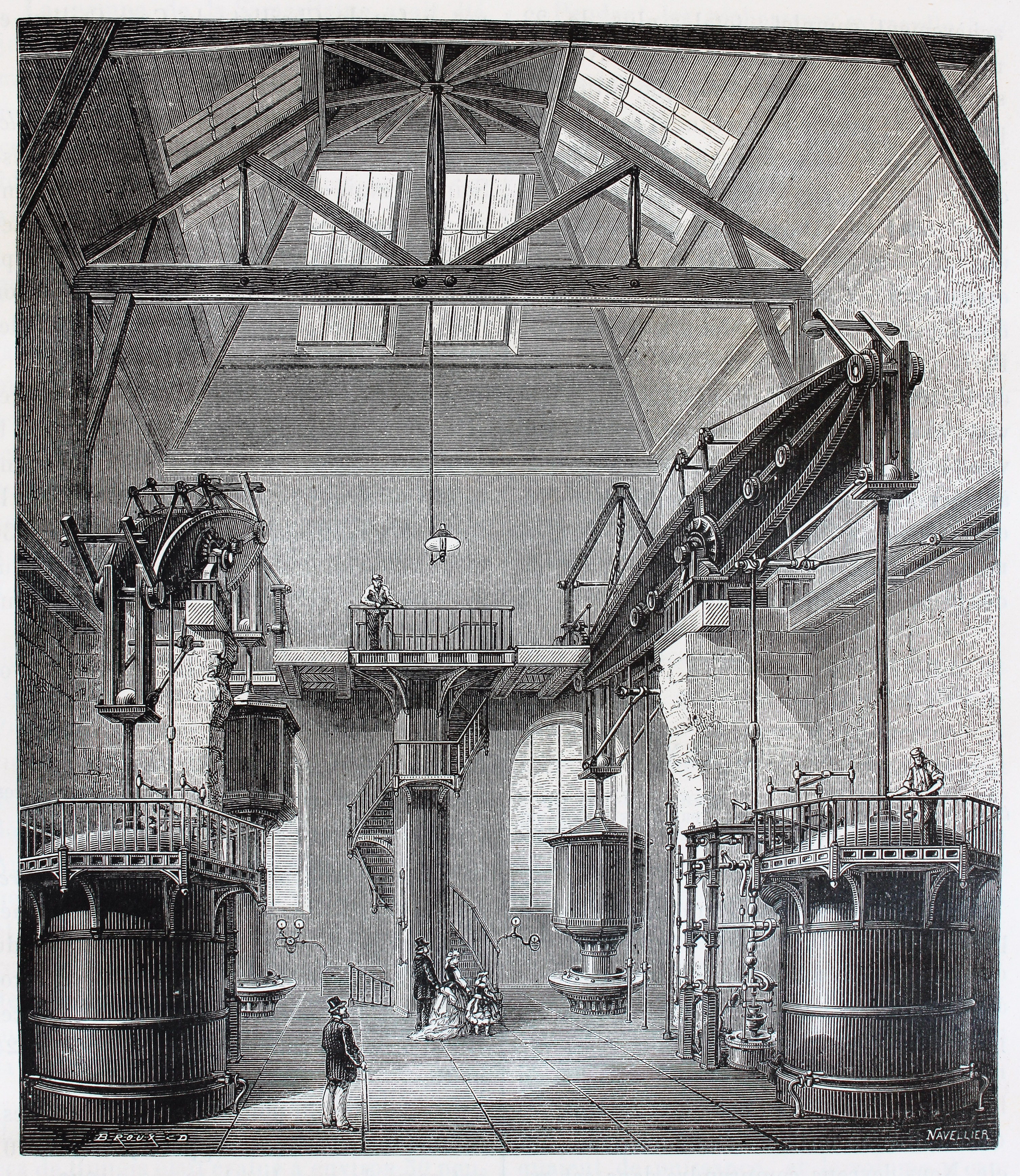
Intérieur de la pompe à feu en 1873.

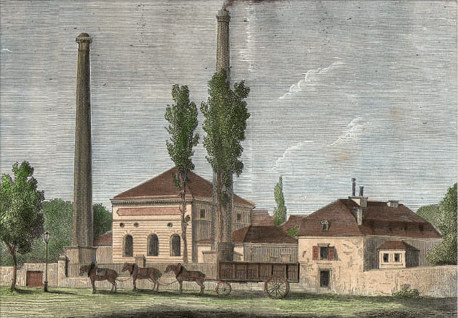
En 1881, elle est représentée avec deux cheminées d'évacuation par Fageot.

La pompe à feu de Chaillot est construite par les frères Périer (Jacques-Constantin Périer et Auguste-Charles Périer). Elle est inaugurée le 8 août 1781. Ils fonderont plus tard la Compagnie des eaux de Paris, pour laquelle ils construisent également la pompe à feu du Gros-Caillou, inaugurée en 1788, sur le quai d'Orsay,. La pompe à feu de Compiègne, dont le bâtiment est préservé, contrairement à celles de Chaillot et du Gros-Caillou, est construite sur le même modèle en 1810 pour alimenter en eau le château.
Ces deux pompes en aval de Paris, où se déverse l'ensemble des eaux usées de la capitale, celle de Chaillot étant placée près de la sortie du grand égout, collectent une eau très polluée, la décantation dans les réservoirs ne permettant pas un assainissement suffisant.
En 1782, le moine cistercien Dom Gauthey, précurseur de la téléphonie, effectue des tests de transmission de sons dans les tuyauteries de la pompe à feu de Chaillot, qui lui permettront de présenter à l'Académie des sciences un mémoire sur la communication rapide des sons et de lancer l'année suivante une souscription, inaboutie, pour mener des expériences plus ambitieuses.
Le succès de la pompe de Chaillot permet aux deux frères de construire une pompe similaire, à l'hôpital de la Marine, à Rochefort, en 1783.
En raison de sa mauvaise gestion, la Ville de Paris rachète la pompe de Chaillot en 1788 et crée la Compagnie des eaux de Paris en association avec les frères Périer. La première version de la pompe comportait deux machines à vapeur (la Constantine et l'Augustine, les prénoms des deux frères féminisés).
L'ingénieur général des Ponts et Chaussées Eugène Belgrand, propose, en 1855, de créer deux réseaux distincts à Paris : eau pour un usage public (dont le nettoyage des caniveaux) et eau potable. Il déclare par ailleurs les pompes insalubres.
Une seconde version de la pompe, plus puissante, remplace la première au milieu des années 1850 (avec les machines Alma et Iéna), capable, selon ce que l'on disait à cette époque, de soulever 1 200 litres d'eau d'un seul coup de piston,.
L'eau alimente des hôpitaux, des fontaines publiques, et contre abonnement des maisons et des porteurs d'eau.

## Fin de service

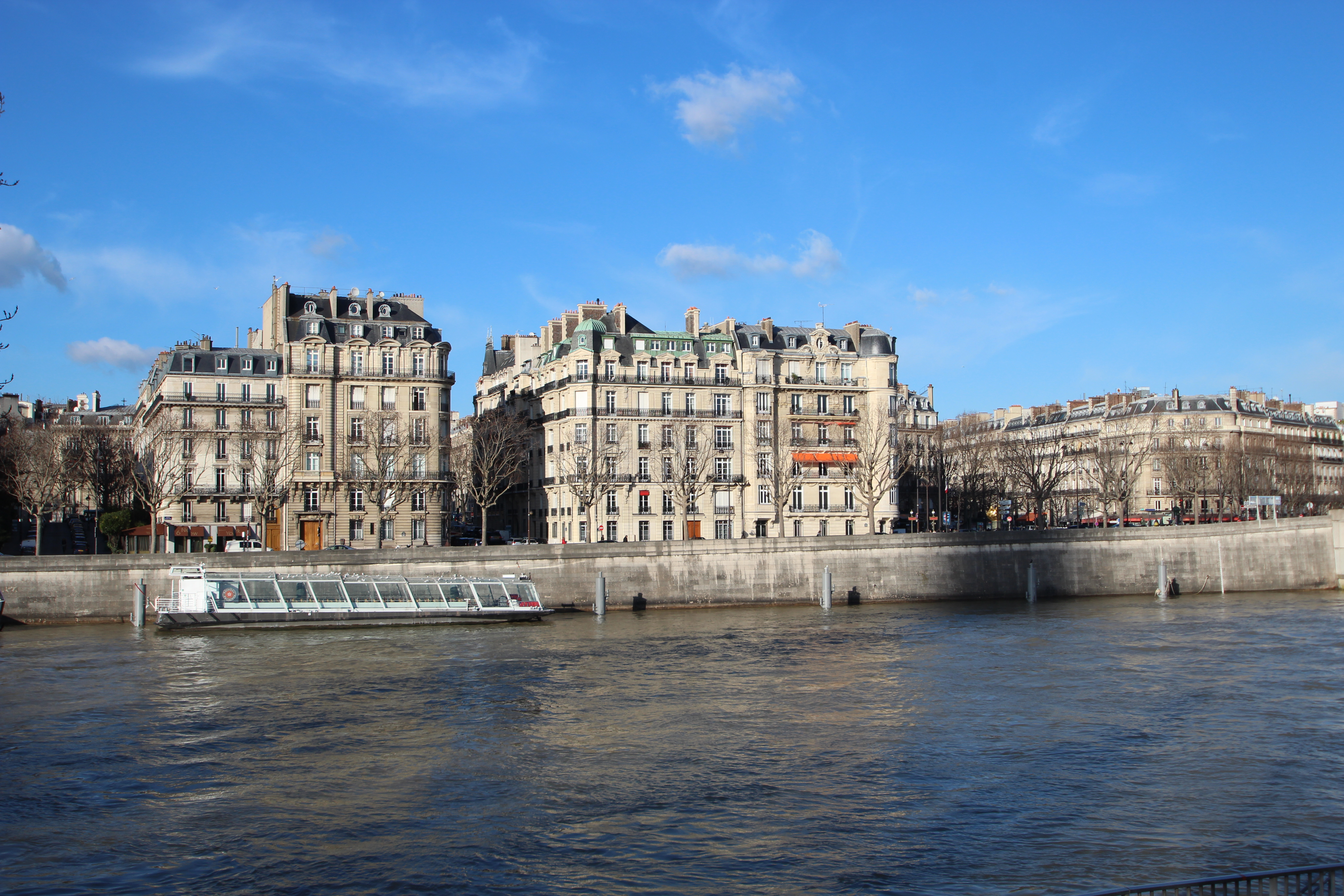
Immeubles à l’emplacement de l’ancienne pompe à feu.

En 1899, un rapport dénonce : « Les machines sont usées, en mauvais état, et consomment par conséquent une quantité de charbon qui n’est pas en rapport avec celle de la vapeur produite… La fumée qui sort des cheminées n’est pas d’un heureux effet dans un quartier dont l’importance augmente chaque jour ». Elles seront arrêtées en 1900, détruites en 1902 et remplacées, au sud du 16e arrondissement, par la pompe d'Auteuil (érigée initialement en 1828 pour alimenter les communes d'Auteuil et de Passy et reconstruite à partir de 1900). Le sud de l'arrondissement est alors bien moins urbanisé que Chaillot et le foncier moins cher.
Le site de l'ancienne pompe de Chaillot est loti avec l'ouverture de la rue des Frères-Périer. Au no 4 avenue de New-York, un panneau Histoire de Paris rappelle son histoire.